# エリック・パルメン
エリック・ヘルベルト・パルメン（Erik Herbert Palmén, 1898年8月31日 - 1985年3月15日）は、フィンランドの気象学者、海洋学者、天文学者。友人や学友、大学の同僚からは「マエストロ」と呼ばれていた。

## 経歴
1898年に出生。ヘルシンキ大学に入学、気象学と天文学を修める。大学卒業後、カール＝グスタフ・ロスビーの招待でシカゴ大学で研究し同大学の教授に就任。ヤコブ・ビヤークネスと研究しジェット気流を発見した。1957年サイモンズ・ゴールドメダル、1960年カール＝グスタフ・ロスビー研究賞受賞。
1985年に死去。

## 著書
- 大気循環系の構造とその物理的解釈（チェスター・W・ニュートンと共著、1969年）